# William Francis
Pour les articles homonymes, voir Francis.
William Francis, pseudonyme de William Francis Urell, né le 26 janvier 1913 dans le Wyoming et mort le 3 février 1979 à Orange, en Californie, est un écrivain américain, auteur de roman policier.

## Biographie
Auteur précoce, il publie sa première nouvelle à 15 ans. Trois plus tard paraît un court texte Collier’s et, en 1934, dans The Novel Magazine. 
En 1942, il amorce une trilogie consacrée au séduisant détective privé Anthony Martin de Los Angeles dans un style qui rappelle les œuvres de Jonathan Latimer et de son héros Bill Crane. Dans le premier titre, Drôle de cinéma (Rough on Rats), Anthony Martin raconte à la première personne son enquête dans le milieu de l'industrie du cinéma, et plus précisément du film pornographique, à Hollywood. Pour Claude Mesplède, « on voit que l'auteur n'a pas misé sur la transparence, ni la limpidité pour raconter son histoire. Le résultat n'en est que plus heureux : le roman est excellent et se lit d'une traite. Bourrée de clins d'œil complices, d'allusions perfides et d'anecdotes qui raviront les cinéphiles avertis, l'œuvre de William Francis est une grande réussite ».  Les deux autres romans de cette série ne sont pas traduits en français.
De juin 1948 à octobre 1950, il signe une dizaine de nouvelles policières dans Esquire. 
En 1953, il crée Steve Cash, lui aussi un détective privé californien. Dans Dig Me Deeper, sa seule enquête, le héros entreprend, après le meurtre d'une jeune femme, d'éliminer la corruption dans une petite ville de la côte Ouest, selon une thématique bien connue du roman noir depuis La Moisson rouge de Dashiell Hammett.

## Œuvre

### Romans

#### SérieAnthony Martin
- Rough on Rats (1942) (autre titre I. O. U. Murder) Publié en français sous le titre Drôle de cinéma, traduit par Maurice Tassart, Paris, Gallimard, Série noire no 86, 1951
- Bury Me Not (1943)
- Kill or Cure (1945)

#### Autres romans
- Dig Me Deeper (1953) (autre titre Don't Dig Deeper)
- The Corrupters (1953)

#### Romans signés Curtis Lucas
- So Low, So Lonely (1952)
- Angel (1953)
- Lila (1955)

### Nouvelles
- Three Lives for $27,000 (1928)
- An Ill Wind (1931)
- Quick on the Trigger (1934)
- Red Rose (1948)
- Some Girls Sing (1948)
- The Lasher Ice (1948)
- I’ll Dream of You (1948)
- Blood Red Rose (1948)
- Three-Hour Caper (1949)
- Dialogue with Action (1949)
- A Cabin on the “Queen” (1949)
- Trouble with Girls (1949)
- The Sound of Murder (1949)
- Murder Trick (1950)
- I Had to Laugh (1950)
- Death Plays with Dolls (1950)

## Sources
- Claude Mesplède, Les années "Série noire" : bibliographie critique d'une collection policière, vol. 1 : 1945-1959, Amiens, Editions Encrage, coll. « Travaux » (no 13), 1992 (ISBN 978-2-906-38934-2), p. 73.
- Claude Mesplède et Jean-Jacques Schleret, SN, voyage au bout de la Noire : inventaire de 732 auteurs et de leurs œuvres publiés en séries Noire et Blème : suivi d'une filmographie complète, Paris, Futuropolis, 1982 (OCLC 11972030), p. 142